# Suso (calciatore)
Suso, pseudonimo di Jesús Joaquín Fernández Sáenz de la Torre (Cadice, 19 novembre 1993), è un calciatore spagnolo, centrocampista o attaccante del Cadice.

## Biografia
È legato sentimentalmente ad Alyssa Rodriguez, da cui ha avuto due figli (uno nato nel 2018 e l'altro nel 2019).

## Caratteristiche tecniche
Esterno d'attacco, mancino di piede, è stato impiegato anche da centrocampista laterale in una linea a quattro, trequartista e mezzala. È in possesso di buona tecnica individuale e visione di gioco, risultando un buon uomo assist. Abile nel dribbling, punta sovente l'uomo per creare superiorità numerica e prova spesso il tiro da fuori area, anche se manca di velocità e cambio di passo in corsa.
Nel 2012 è stato inserito nella lista dei migliori calciatori nati dopo il 1991 stilata da Don Balón.

## Carriera

### Club

#### Liverpool e prestito all'Almería

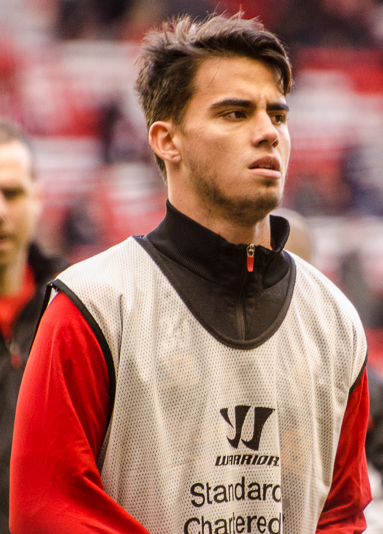
Suso in allenamento con il Liverpool nel 2012.

Nel 2010 viene acquistato dagli inglesi del Liverpool, con i quali esordisce in prima squadra nel 2012, giocando da regista ruolo naturale per lui, anno in cui gioca 14 partite in Premier League e 4 partite di Europa League. Il 29 settembre 2012 ha disputato la sua prima partita da titolare contro il Norwich City, servendo anche un assist a Luis Suarez.
Il 13 luglio 2013 passa all'Almería con la formula del prestito. Nella squadra spagnola riesce a trovare continuità e il cambio ruolo da giocatore esterno, collezionando 33 presenze in campionato e andando a segno in tre occasioni, con nove assist. Al termine del prestito ritorna al Liverpool col quale, anche a causa di un infortunio all'inguine, durante la prima parte della stagione 2014-2015 colleziona solo una presenza in League Cup, entrando nei tempi supplementari e realizzando uno dei rigori che consentirono alla sua squadra di battere il Middlesbrough e accedere al turno successivo.

#### Milan e parentesi Genoa

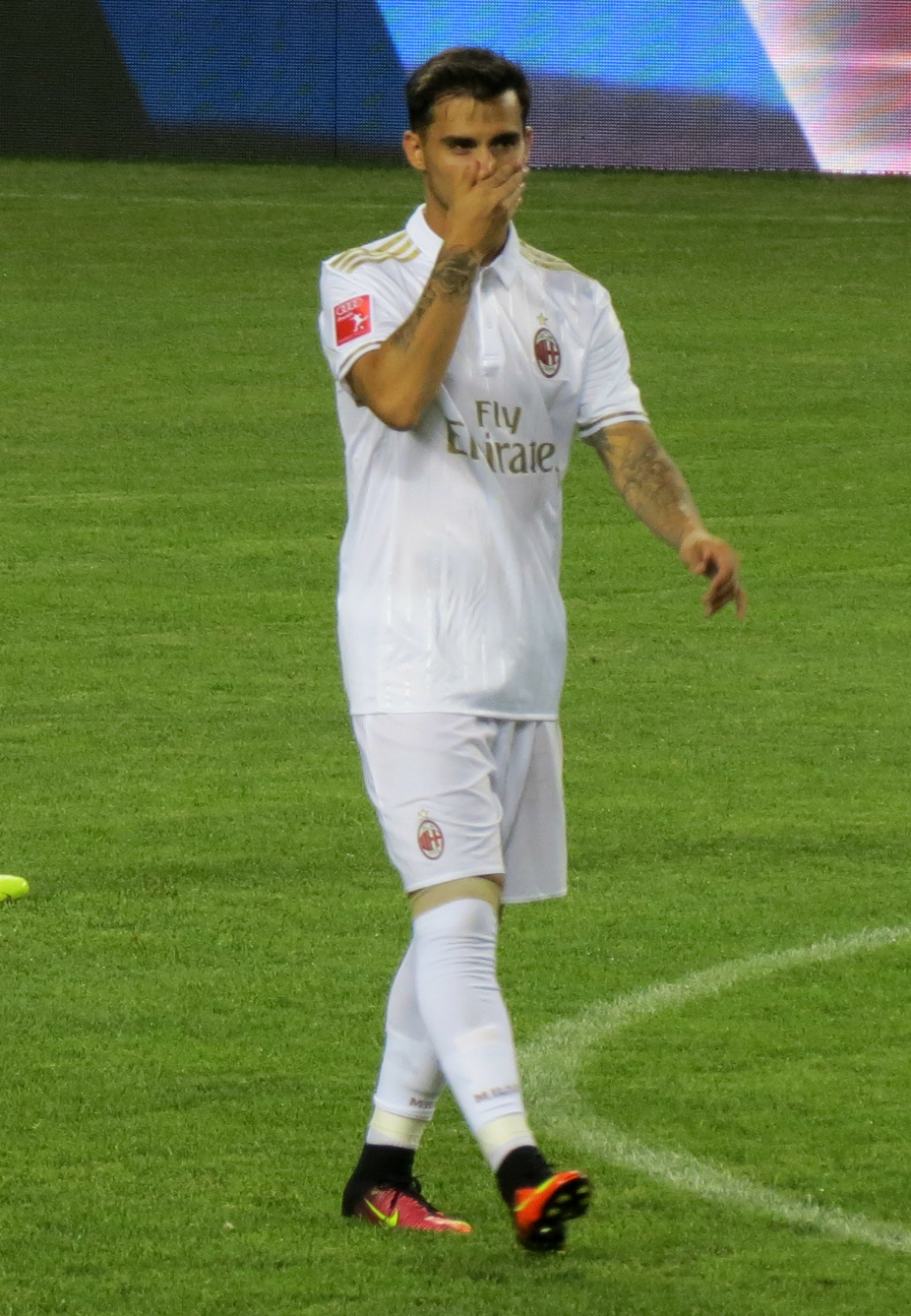
Suso con la maglia del nell'estate 2016.

Il 17 gennaio 2015 viene ufficializzato il suo passaggio al Milan, con cui firma un contratto fino al 30 giugno 2019 e sceglie di indossare la maglia numero 8. Esordisce il 27 gennaio nella partita di Coppa Italia persa contro la Lazio. Il 4 aprile fa il suo esordio in Serie A, subentrando al posto di Alessio Cerci nella partita Palermo-Milan, finita 2-1 per i rossoneri.
Il 4 gennaio 2016 passa in prestito secco al Genoa. Il 5 gennaio 2016 fa il suo esordio con la maglia dei grifoni nella sconfitta per 2-3 contro la Sampdoria, entrando al 45º minuto al posto di Ntcham. Il 17 gennaio segna il suo primo gol con la nuova maglia, nella vittoria per 4-0 contro il Palermo a Marassi. Il 3 aprile realizza la sua prima tripletta in carriera, nella vittoria per 4-0 contro il Frosinone. L'8 maggio 2016 sigla una doppietta nel derby della lanterna vinto nettamente dal Genoa per 3-0, arrivando a quota 6 gol in 15 partite. Al termine della stagione fa ritorno al Milan.
Nell'estate 2016 fa ritorno al Milan, ora guidato da Montella. Il 27 agosto segna la prima rete in rossonero, nella gara persa 4-2 contro il Napoli. Nel derby del 20 novembre realizza una doppietta, trovando al contempo il duecentesimo gol nelle stracittadine dell'era Berlusconi. Il 23 dicembre vince la Supercoppa italiana, con la squadra milanese che batte ai rigori la Juventus, servendo anche un assist a Giacomo Bonaventura.
L'anno seguente raggiunge la finale di Coppa Italia, in cui il Milan è battuto dalla Juventus per 4-0.
Nella terza stagione Suso viene confermato titolare della squadra e il 27 settembre 2018, nella partita con l'Empoli, disputa la centesima gara in rossonero; tre giorni dopo, mette a segno una doppietta nel 4-1 contro il Sassuolo.

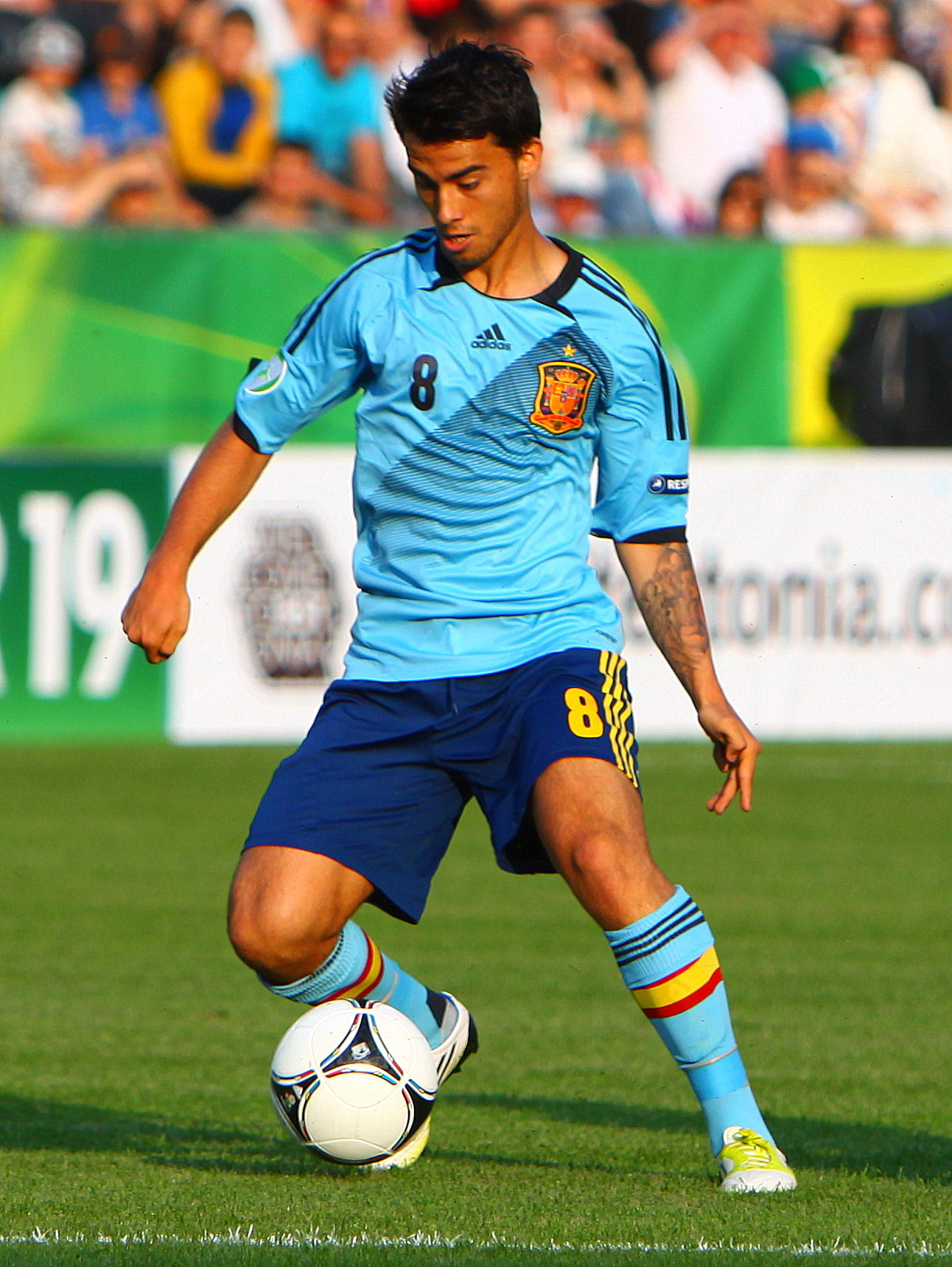
Suso in azione con la Spagna Under-19 nel 2012.

#### Siviglia
Il 29 gennaio 2020 viene ceduto al Siviglia in prestito per 18 mesi con diritto di riscatto, che diventerà obbligo al verificarsi di determinate condizioni. Il 16 febbraio mette a segno la sua prima rete con la maglia andalusa, firmando il gol del definitivo 2-2 nel match Siviglia-Espanyol valido per la 24 giornata della Liga 2019-2020. Il 13 luglio 2020 la squadra andalusa si qualifica aritmeticamente per la fase a gironi della UEFA Champions League e scatta così l’obbligo di riscatto a favore dei rossoneri per una cifra di 21 milioni più 3 di bonus. La cessione viene comunicata una settimana più tardi dal club andaluso alla fine del campionato.
Il 16 agosto 2020, Suso ha segnato una rete nella vittoria per 2-1 sul Manchester United nella semifinale di Europa League. Ha poi giocato la finale della competizione, dove ha concluso la serata alzando il trofeo di Europa League, dopo la vittoria del Siviglia per 3-2 contro l'Inter. Il 17 febbraio 2021 sigla la sua prima rete con la maglia andalusa in Champions League, nella gara d'andata degli ottavi di finale, persa per 3-2 in casa contro il Borussia Dortmund.

### Nazionale
Ha giocato per diverse selezioni giovanili, vincendo nel 2012 il titolo europeo con l'Under-19 spagnola.
È stato convocato per la prima volta in nazionale maggiore nell'agosto 2017, esordendo il 14 novembre successivo nell'amichevole pareggiata 3-3 in trasferta contro la Russia.

## Statistiche

### Presenze e reti nei club
Statistiche aggiornate al 12 maggio 2024
| Stagione         | Squadra          | Campionato       | Campionato | Campionato | Coppe nazionali | Coppe nazionali | Coppe nazionali | Coppe continentali | Coppe continentali | Coppe continentali | Altre coppe | Altre coppe | Altre coppe | Totale | Totale |
| Stagione         | Squadra          | Comp             | Pres       | Reti       | Comp            | Pres            | Reti            | Comp               | Pres               | Reti               | Comp        | Pres        | Reti        | Pres   | Reti   |
| ---------------- | ---------------- | ---------------- | ---------- | ---------- | --------------- | --------------- | --------------- | ------------------ | ------------------ | ------------------ | ----------- | ----------- | ----------- | ------ | ------ |
| 2012-2013        | Liverpool        | PL               | 14         | 0          | FACup+CdL       | 1+1             | 0               | UEL                | 4                  | 0                  | -           | -           | -           | 20     | 0      |
| 2013-2014        | Almería          | PD               | 33         | 3          | CR              | 2               | 0               | -                  | -                  | -                  | -           | -           | -           | 35     | 3      |
| 2014-gen. 2015   | Liverpool        | PL               | 0          | 0          | FACup+CdL       | 0+1             | 1               | UCL                | 0                  | 0                  | -           | -           | -           | 1      | 1      |
| Totale Liverpool | Totale Liverpool | Totale Liverpool | 14         | 0          |                 | 3               | 1               |                    | 4                  | 0                  |             | -           | -           | 21     | 1      |
| gen.-giu. 2015   | Milan            | A                | 5          | 0          | CI              | 1               | 0               | -                  | -                  | -                  | -           | -           | -           | 6      | 0      |
| 2015-gen. 2016   | Milan            | A                | 1          | 0          | CI              | 1               | 0               | -                  | -                  | -                  | -           | -           | -           | 2      | 0      |
| gen.-giu. 2016   | Genoa            | A                | 19         | 6          | CI              | 0               | 0               | -                  | -                  | -                  | -           | -           | -           | 19     | 6      |
| 2016-2017        | Milan            | A                | 34         | 7          | CI              | 2               | 0               | -                  | -                  | -                  | SI          | 1           | 0           | 37     | 7      |
| 2017-2018        | Milan            | A                | 35         | 6          | CI              | 5               | 1               | UEL                | 10                 | 1                  | -           | -           | -           | 50     | 8      |
| 2018-2019        | Milan            | A                | 35         | 7          | CI              | 2               | 0               | UEL                | 4                  | 1                  | SI          | 0           | 0           | 41     | 8      |
| 2019-gen. 2020   | Milan            | A                | 16         | 1          | CI              | 1               | 0               | -                  | -                  | -                  | -           | -           | -           | 17     | 1      |
| Totale Milan     | Totale Milan     | Totale Milan     | 126        | 21         |                 | 12              | 1               |                    | 14                 | 2                  |             | 1           | 0           | 153    | 24     |
| gen.-ago. 2020   | Siviglia         | PD               | 17         | 1          | CR              | 0               | 0               | UEL                | 6                  | 1                  | -           | -           | -           | 23     | 2      |
| 2020-2021        | Siviglia         | PD               | 34         | 3          | CR              | 5               | 0               | UCL                | 4                  | 1                  | SU          | 1           | 0           | 44     | 4      |
| 2021-2022        | Siviglia         | PD               | 8          | 0          | CR              | 0               | 0               | UCL+UEL            | 4+0                | 0                  | -           | -           | -           | 12     | 0      |
| 2022-2023        | Siviglia         | PD               | 23         | 2          | CR              | 4               | 0               | UCL+UEL            | 6+7                | 0+1                | -           | -           | -           | 40     | 3      |
| 2023-2024        | Siviglia         | PD               | 29         | 1          | CR              | 2               | 0               | UCL                | 2                  | 0                  | SU          | 1           | 0           | 34     | 1      |
| 2024-2025        | Siviglia         | PD               | 6          | 0          | CR              | 1               | 0               | -                  | -                  | -                  | -           | -           | -           | 7      | 0      |
| Totale Siviglia  | Totale Siviglia  | Totale Siviglia  | 117        | 7          |                 | 12              | 0               |                    | 29                 | 3                  |             | 2           | 0           | 160    | 10     |
| Totale carriera  | Totale carriera  | Totale carriera  | 309        | 37         |                 | 29              | 2               |                    | 47                 | 5                  |             | 3           | 0           | 388    | 44     |

### Cronologia presenze e reti in nazionale
| Cronologia completa delle presenze e delle reti in nazionale ― Spagna | Cronologia completa delle presenze e delle reti in nazionale ― Spagna | Cronologia completa delle presenze e delle reti in nazionale ― Spagna | Cronologia completa delle presenze e delle reti in nazionale ― Spagna | Cronologia completa delle presenze e delle reti in nazionale ― Spagna | Cronologia completa delle presenze e delle reti in nazionale ― Spagna | Cronologia completa delle presenze e delle reti in nazionale ― Spagna | Cronologia completa delle presenze e delle reti in nazionale ― Spagna |
| Data                                                                  | Città                                                                 | In casa                                                               | Risultato                                                             | Ospiti                                                                | Competizione                                                          | Reti                                                                  | Note                                                                  |
| --------------------------------------------------------------------- | --------------------------------------------------------------------- | --------------------------------------------------------------------- | --------------------------------------------------------------------- | --------------------------------------------------------------------- | --------------------------------------------------------------------- | --------------------------------------------------------------------- | --------------------------------------------------------------------- |
| 14-11-2017                                                            | San Pietroburgo                                                       | Russia                                                                | 3 – 3                                                                 | Spagna                                                                | Amichevole                                                            | -                                                                     | 46’                                                                   |
| 11-10-2018                                                            | Cardiff                                                               | Galles                                                                | 1 – 4                                                                 | Spagna                                                                | Amichevole                                                            | -                                                                     | 81’                                                                   |
| 15-11-2018                                                            | Zagabria                                                              | Croazia                                                               | 3 – 2                                                                 | Spagna                                                                | UEFA Nations League 2018-2019 - 1º turno                              | -                                                                     | 74’                                                                   |
| 18-11-2018                                                            | Las Palmas                                                            | Spagna                                                                | 1 – 0                                                                 | Bosnia ed Erzegovina                                                  | Amichevole                                                            | -                                                                     | 59’                                                                   |
| 8-9-2019                                                              | Gijón                                                                 | Spagna                                                                | 4 – 0                                                                 | Fær Øer                                                               | Qual. Euro 2020                                                       | -                                                                     | 68’                                                                   |
| Totale                                                                |                                                                       | Presenze                                                              | 5                                                                     |                                                                       | Reti                                                                  | 0                                                                     |                                                                       |

| Cronologia completa delle presenze e delle reti in nazionale ― Spagna under 21 | Cronologia completa delle presenze e delle reti in nazionale ― Spagna under 21 | Cronologia completa delle presenze e delle reti in nazionale ― Spagna under 21 | Cronologia completa delle presenze e delle reti in nazionale ― Spagna under 21 | Cronologia completa delle presenze e delle reti in nazionale ― Spagna under 21 | Cronologia completa delle presenze e delle reti in nazionale ― Spagna under 21 | Cronologia completa delle presenze e delle reti in nazionale ― Spagna under 21 | Cronologia completa delle presenze e delle reti in nazionale ― Spagna under 21 |
| Data                                                                           | Città                                                                          | In casa                                                                        | Risultato                                                                      | Ospiti                                                                         | Competizione                                                                   | Reti                                                                           | Note                                                                           |
| ------------------------------------------------------------------------------ | ------------------------------------------------------------------------------ | ------------------------------------------------------------------------------ | ------------------------------------------------------------------------------ | ------------------------------------------------------------------------------ | ------------------------------------------------------------------------------ | ------------------------------------------------------------------------------ | ------------------------------------------------------------------------------ |
| 13-11-2012                                                                     | Siena                                                                          | Italia under 21                                                                | 1 – 3                                                                          | Spagna under 21                                                                | Amichevole                                                                     | -                                                                              | 83’                                                                            |
| 5-2-2013                                                                       | Malines                                                                        | Belgio under 21                                                                | 1 – 3                                                                          | Spagna under 21                                                                | Amichevole                                                                     | -                                                                              | 61’                                                                            |
| 5-9-2013                                                                       | Graz                                                                           | Austria under 21                                                               | 2 – 6                                                                          | Spagna under 21                                                                | Qual. Europeo Under-21 2015                                                    | -                                                                              | 81’                                                                            |
| 10-10-2013                                                                     | Murcia                                                                         | Spagna under 21                                                                | 3 – 2                                                                          | Bosnia ed Erzegovina under 21                                                  | Qual. Europeo Under-21 2015                                                    | -                                                                              | 84’                                                                            |
| 14-10-2013                                                                     | Cartagena                                                                      | Spagna under 21                                                                | 1 – 0                                                                          | Ungheria under 21                                                              | Qual. Europeo Under-21 2015                                                    | -                                                                              |                                                                                |
| Totale                                                                         |                                                                                | Presenze                                                                       | 5                                                                              |                                                                                | Reti                                                                           | 0                                                                              |                                                                                |

## Palmarès

### Club

#### Competizioni nazionali
- Supercoppa italiana: 1

Milan: 2016

#### Competizioni internazionali
- UEFA Europa League: 2

Siviglia: 2019-2020, 2022-2023
- UEFA-CONMEBOL Club Challenge: 1

Siviglia: 2023

### Nazionale
- Campionato d'Europa Under-19: 1

Estonia 2012

### Individuale
- Premio Gentleman: 1

2017